# Jan Joest van Calcar
Jan Joest, cunoscut și sub numele de Jan Joest van Kalkar sau Jan Joest van Calcar (n. 1460, Wesel, Renania de Nord-Westfalia, Germania – d. 1519, Haarlem, Țările de Jos), a fost un pictor neerlandez din Kalkar sau Wesel (ambele aflate acum în Germania), cunoscut pentru picturile sale religioase.

## Biografie

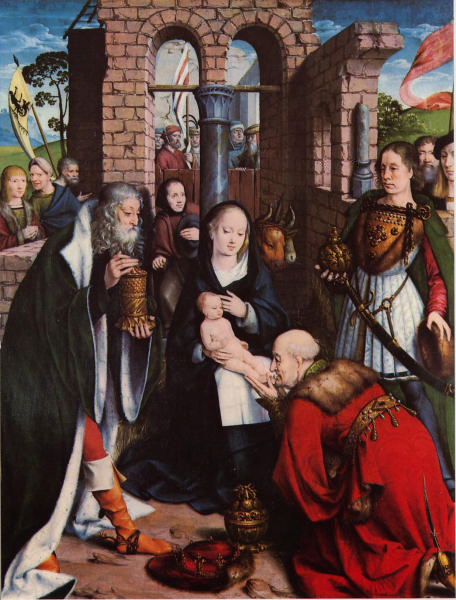
Una dintre cele douăzeci de panouri din Biserica Sfântul Nicolae din Kalkar.

Jan Joest a fost practic necunoscut până în 1874, când doi bărbați, Canon Wolff și Dr. Eisenmann, i-au stabilit identitatea.
Mare parte din viața lui Joest nu este cunoscută dincolo de tablourile sale. A fost fiul lui Heinrich Joest și al Katharinei Baegert, sora lui Derick Baegert, care probabil a fost primul profesor al lui Joest. Cea mai mare lucrare a sa, scene din viața lui Hristos, au fost realizate între 1505 și 1508 pe altarul înalt din Biserica Sf. Nicolae din orașul său natal Kalkar. Folosind documentele găsite acolo, Canon Wolff a descoperit că, în 1518, Joest lucra în Köln pentru familia Hackeney, înainte de a pleca, cel mai probabil în Italia, unde a văzut Genova și Napoli.
Joest a revenit în Nord și s-a stabilit la Haarlem. Este posibil ca acesta să fie aceeași persoană cu Jan Joesten van Hillegom, care s-a înregistrat în Breasla Fântului Luca din Haarlem în 1502 și care a realizat un tablou al Sfântului Willibrord și al Sfântului Bavo. Ultima ediție a lucrării lui Adriaen van der Willingen a pictorilor din Haarlem menționează înmormântarea unui artist numit „Jan Joosten” în 1519.
Doi dintre ucenicii lui Joest au fost Barthel Bruyn (cumnatul său) și Joos van Cleve. Karel van Mander menționează un Ioan van Calcker (Jan van Calcar), care locuia în Veneția ca discipol al lui Tizian în 1536-1537. Karel van Mander a mai susținut că a realizat ilustrațiile cărții de anatomie a lui Vesalius și a murit la Napoli în 1546.

## Legături externe
- Materiale media legate de Jan Joest van Calcar la Wikimedia Commons